# 布魯塞爾首都大區旗
現在的布鲁塞尔首都大区旗啟用於2015年。旗幟顏色為藍底，中央的圖案象徵黃菖蒲，也是布魯塞爾的市花。布魯塞爾的首個市旗制定於1991年。黄菖蒲在1924年之前就是布魯塞爾的象徵。1989年6月18日，布魯塞爾首都大區正式設立。1991年，啟用了首面大區旗幟。
2014年，布魯塞爾決定變更大區旗幟，理由是城市公眾形象的改變。但這一變更引發不少批評。

## 历史

1991年至2015年，布鲁塞尔-首都大区旗使用的旗幟

黄菖蒲作为布鲁塞尔市花的历史可以追溯到1924年。布鲁塞尔市建立之前，当地曾经是一片沼泽地。而黄菖蒲也是一种能在沼泽中找到的花朵，因此被选为布鲁塞尔的市花。布鲁塞尔-首都大区于1989年建立后，于1991年3月5日使用了第一面以黄菖蒲为图案、以深蓝色为底色的大区旗。黄色和蓝色又分别对应了欧洲旗上的蓝色和黄色配色。
1991年启用的市旗比例为2：3，黄菖蒲图案带有白边，配色方案如下表所示：
|      | Blue     | Yellow     | White |
| ---- | -------- | ---------- | ----- |
| 彩通 | Blue 280 | Yellow 116 | White |
| 彩通 | Blue 280 | Gold 874   | White |
| 彩通 | Black    | Black      | White |

## 新的大区旗
2014年，改换新的大区旗提上议程，理由是布鲁塞尔-首都大区的面貌相25年前初建立时已经有了很大的变化，而且新的市旗图案也象征着比利时的联合。这一举动引来了批评，部分人士认为为了迎合流行的图案设计风格改变旗帜是不恰当的。2015年1月9日，更换大区旗的费用案正式通过，新的大区旗很快开始具有官方地位。

## 衍生旗帜

荷蘭語社區委員會旗幟
法语社区委员会旗幟

布鲁塞尔-首都大区的荷兰语社区委员会旗幟和法语社区委员会旗幟都是基于1991年布鲁塞尔市旗图案的和各自大区区旗图案设计的。